# Ballynure
Ballynure (Iers: Baile an Iúir) is een plaats in het Noord-Ierse County Antrim. Ballynure telt 672 inwoners. Van de bevolking is 95% protestant en 3% katholiek.

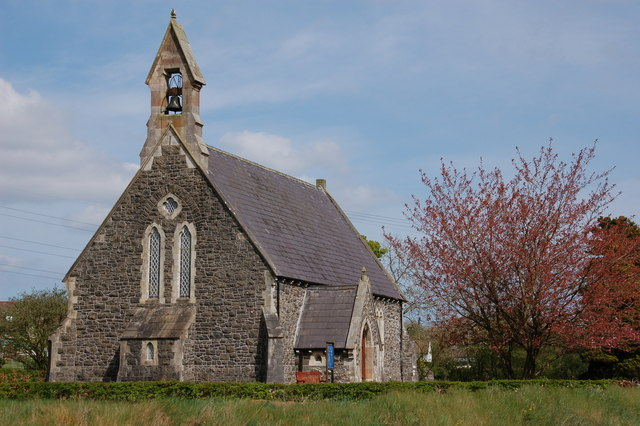
Christ Church, Ballynure